# Placebo
|  | Per a altres significats, vegeu «Placebo (grup)». |

Un placebo és qualsevol mena de medicament o altre tipus de tractament que s'administra com a teràpia, però que no té cap valor curatiu real, excepte per l'efecte psicològic que pugui provocar, anomenat popularment «efecte placebo».
L'efecte placebo és precisament l'efecte curatiu promogut a partir de l'administració d'un placebo. Atès que del placebo no se n'espera cap efecte fisiològic, els canvis en l'estat de salut de la persona que el pren són atribuïbles a altres causes com ara l'efecte psicològic que té l'administració d'un medicament sobre el malalt. De fet, l'efecte terapèutic pot ser veritablement significatiu en molts casos.
Els detractors de les anomenades medicines alternatives solen argumentar que els suposats èxits d'aquestes pràctiques són deguts només a l'efecte placebo i que no superen una comparació amb un grup control amb un placebo. Les mateixes crítiques s'apliquen a les curacions miraculoses.
Avui en dia, per tal de poder registrar un nou producte farmacèutic per a la seva comercialització cal demostrar que és terapèuticament eficaç més enllà de l'efecte placebo. Això s'aconsegueix habitualment amb assaigs clínics amb dos grups de pacients, un dels quals rep el medicament real, i l'altre rep només un placebo, administrat de la mateixa manera. La comparació de l'evolució clínica dels dos grups pot determinar si el medicament estudiat té realment un efecte terapèutic real i estadísticament significatiu. De vegades, quan la intervenció ho permet, es realitza en forma de «doble cec»; és a dir, que cap dels participants en l'assaig (pacients, metges, infermers, persones que analitzen les dades...) sap quin grup que rep el placebo i quin el medicament. D'aquesta manera s'intenten evitar possibles biaixos en els resultats observats.

## Etimologia
La paraula placebo és un terme llatí, que significa aproximadament 'agrada', 'complau'. Per exemple, Placebo Domino in regione vivorum, que vol dir «Agrada al Senyor a la terra dels vius», és una de les respostes en el servei de vespres pels difunts de l'Església Catòlica.

## Mitologia
El terme placebo ve de la litúrgia cristiana. Al segle xiv, el placebo s'utilitzava com a terme musical: feia referència a un cor fúnebre. El placebo es considerava com una cosa d'esplendor sagrada. Fins al segle xviii no es va incorporar al lèxic mèdic.

## Història
El primer que esmentà el placebo en la història fou el filòsof grec Plató. Creia que les paraules tenien poder de curar els malalts. Per això, és correcte donar a un pacient per malalt, perquè dona una sensació que hi ha possibilitats de recuperar-se o que la malaltia que té és molt més greu del que s'imaginava.
El 1785 es va realitzar el primer experiment què va aplicar l'efecte placebo, dirigit pel científic Benjamin Franklin. En aquest moment, va afirmar Franz Anton Mesmer, afirmava que el cos emet una mena de fluid que podria influir en la distància. El rei de França va convocar un comitè que va examinar el seu treball. Consistia en que les dones es creien que estaven davant un hipnotitzador i les sometien a unes preguntes on la resposta només podia ser correcta o incorrecta. Es va demostrar que les dones només pel fet que estiguessin davant un hipnotitzador, les seves respostes canviaven.
El 1830 i el 1835 es varen dur a terme dues investigacions més. La primera va qüestionar els productes homeopàtics. Varen fer un experiment on les mostres (en aquest cas persones humanes) varen donar millor tractament amb placebo que amb productes homeopàtics. El del 1835 va ser el primer assaig aleatori, on varen administrar placebo a tothom i miraren quines persones pel simple fet d'haver pres placebo ja mostraven símptomes de millora.
Els metges dels segles xix i xx proporcionaven placebo d'amagats als pacients, ja que llavors el placebo no estava permès. Alguns metges l'utilitzaven perquè no tenien medicaments eficaços per a moltes malalties. Això va fer que al segle xx desaparegués, també perquè molts del metges creien que el placebo funciona si només el pacient s'imaginava el dolor.
Avui en dia, els placebos encara tenen mala reputació, deguda al fet que només es pot explicar de manera psicològica l'efecte d'aquest producte.

## Utilitat clínica
El placebo utilitzat sobretot en la medicina, té en compte una sèrie de factors:

### Durada
L'efecte placebo pot durar molt temps. Depèn de la malaltia que té el pacient. Més de vuit setmanes per al trastorn de pànic, de sis mesos per l'angina de pit i dos anys i mig per l'artritis reumàtica.

### Importància clínica
Hrobjartsson i Peter C. Gøtzsche van publicar un estudi l'any 2001 i un estudi de seguiment el 2004, per qüestionar la naturalesa de l'efecte placebo. Els estudis es van realitzar en dues metanàlisis. Van trobar que en els estudis amb un resultat binari, és a dir, que els pacients van ser classificats com millorats o no millorats, el grup del placebo no va presentar millora estadísticament significativa sobre el grup sense tractament. Els autors van concloure que l'efecte placebo no té «efectes de gran abast clínic» (efectes objectius) i que les millores en el dolor informades pel pacient (efectes subjectius) eren petites i no es podien distingir clarament d'un biaix d'informació. Els placebos no funcionen amb tanta força en els assaigs clínics perquè els subjectes no saben si estan rebent el tractament real o no. Altres autors han argumentat que l'efecte placebo pot demostrar-se de forma fiable en condicions adequades. En 2010 Cochrane actualitzà i revisà sistemàticament els estudis anteriors de Hrobjartsson i Goczsche, amb més de 200 assaigs que van investigar 60 afeccions clíniques.

### Els efectes negatius
Els placebos poden tenir efectes secundaris negatius associats amb el tractament real. Un exemple d'això es dona amb els que ja han pres un narcòtic, que pot mostrar una depressió respiratòria quan es dona de nou en la forma d'un placebo. Els símptomes d'abstinència també poden ocórrer després del tractament amb placebo.
Tots aquests símptomes negatius es diuen resposta nocebo. L'efecte nocebo és un contrast amb l'efecte placebo. És el conjunt de totes les reaccions negatives que no són atribuïbles als efectes primaris o secundaris del tractament. La resposta nocebo és indistingible de les reaccions d'intolerància, com les al·lèrgies causades per certs ingredients (excipients farmacèutics) del placebo.

## Símptomes i malalties

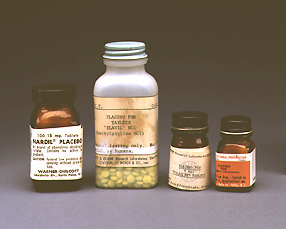
Quatre placebos

L'efecte placebo es produeix amb més força en algunes malalties que en altres. Un estudi va determinar que l'efecte que produeix un placebo és més probable que es trobi en els aspectes perifèrics dels processos de la malaltia. Dylan Evans ha suggerit que els placebos treballen millor en condicions com ara el dolor, les úlceres, la depressió…

### Dolor
Segons uns estudis, els placebos analgèsics tindrien més possibilitats de funcionar quan més fort és el dolor. Un estudi va determinar que el dolor provocat per una intervenció quirúrgica on s'havia extret el tercer molar a un pacient, al qual després se li va injectar una solució salina i se li va dir que era un potent analgèsic, feia el mateix efecte que una dosi entre 6 i 8 mil·ligrams de morfina.

### Depressió
El 1998, una metanàlisi d'antidepressius, va descobrir que el 75% de l'eficàcia de la medicació antidepressiva es deu a l'efecte placebo i altres efectes no específics, més que al mateix medicament. Més tard, el metanàlisi va incloure dades d'assaigs no publicades fins ara, on la diferència global entre el fàrmac i el placebo no és significativa, excepte en els casos de depressió molt extrema. En el 2002, un article publicat al Washington Post titulat «Contra la depressió, una píndola de sucre és difícil de superar», va resumir la investigació de la següent manera: «En la majoria dels assaigs portats a terme per les companyies farmacèutiques en les últimes dècades, les pastilles de sucre ho han fet igual —o millor que— els antidepressius».

### Úlceres gàstriques i duodenals
Un estudi d'assaigs controlats amb placebo, per al tractament d'úlceres gàstriques o duodenals van trobar que, en molts casos, els tractaments amb placebo eren tan eficaços com tractaments amb fàrmacs. Dels 1.692 pacients tractats, el 76% dels 916 tractats amb un fàrmac van ser «curats», i el 48% dels 776 tractats amb placebo van ser «curats».

### Síndrome de fatiga crònica
S'havia suposat que les taxes de resposta al placebo en pacients amb síndrome de fatiga crònica (SFC) eren inusualment altes, «almenys del 30% al 50%», a causa de la informació subjectiva dels símptomes i la naturalesa fluctuant de la malaltia. D'acord amb una metanàlisi i contràriament a la saviesa convencional, la taxa de respostes favorables en el grup del placebo va ser només del 19,6%. Els autors ofereixen possibles explicacions per aquest resultat: el CFS és àmpliament conegut per ser difícil de tractar, la qual cosa podria reduir les expectatives de millora. En el context de l'evidència que mostra que els placebos no tenen efectes clínics amb comparació amb cap fàrmac, una baixa taxa de remissió espontània de CFS podria contribuir a reduir les taxes de millora en el grup placebo.

## Mecanisme
El fenomen que una substància inerta origini una millora clínica en un pacient es diu efecte placebo. Aquest es relaciona amb la percepció i l'expectativa que el pacient té, la substància és considerada útil si pot curar, però si és perjudicial pot causar efectes negatius.

### L'esperança i el condicionament

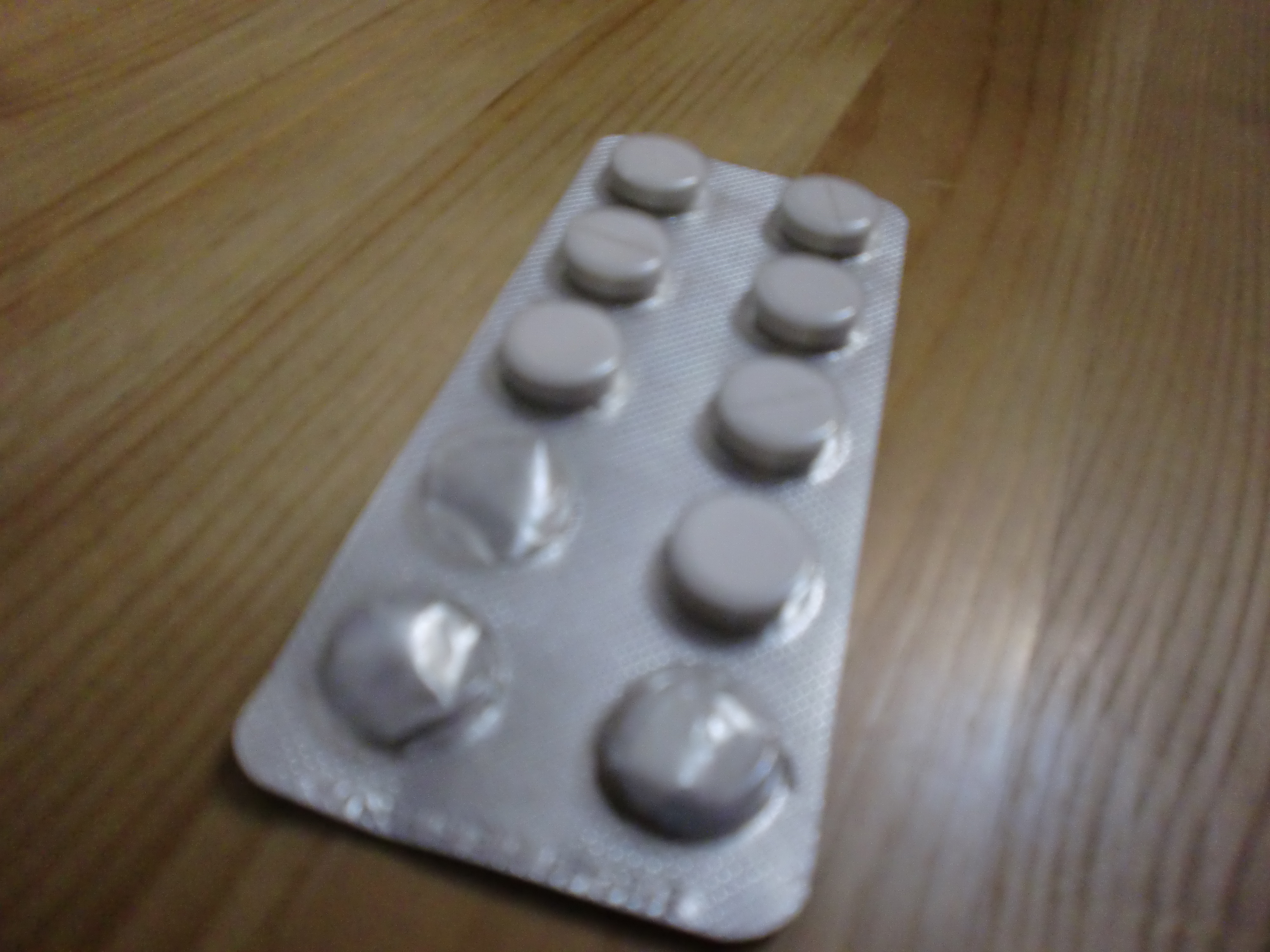
Pastilles que relaxen la musculatura

El 1985, Irving Kirsch va crear la hipòtesi que els efectes placebo són produïts pels efectes del compliment de les expectatives dels pacients. La creença que quan un se sent diferent, pot arribar a fer creure que un és diferent. Per això, la motivació també té a veure amb l'efecte placebo, pel mateix motiu: com millor es trobi el pacient més possibilitats hi ha que el placebo tengui un efecte considerable sobre ell mateix. Aquest efecte condiciona també la lectura dels resultats per tercers, fet que explica que l'efecte placebo funcioni en nens i animals. Aquells que pensen que un tractament funcionarà mostren un efecte placebo més gran.
Com que l'efecte placebo es basa en les expectatives i el condicionament, l'efecte desapareix si li diuen al pacient que les seves expectatives són realistes o que la intervenció del placebo no és efectiva.
És descrit com un relaxant muscular, és un estimulant que té aquest efecte sobre el ritme cardíac i la pressió arterial, però si s'utilitza com a depressor, l'efecte és el contrari.

### L'efecte placebo i el cervell
Aquest efecte actua sobre les primeres àrees del cervell que processen la informació. Cada una té una funció diferent quan es pren el placebo. Les diferents àrees del cervell superior tenen funcions diferents, per exemple el prefrontal actua durant el dolor d'una persona quan recorda haver pres placebo i això provoca una disminució del dolor.
El cervell també està involucrat en formes sobre els efectes del placebo: 
- La malaltia de Parkinson: perquè el placebo allibera dopamina.[30]
- Depressió: els placebos redueixen la depressió, però activen els antidepressius de l'escorça prefrontal.[31][32]
- Cafeïna: provoca un alliberament de dopamina.[33]
- Glucosa: una injecció de glucosa provoca un augment de dopamina en els ganglis basals.[34]
- Metilfenidat: la injecció d'aquest fàrmac provoca un alliberament de dopamina.[35]

### El cervell, el cos i l'efecte placebo
El cervell té control sobre els processos del cos afectats per placebos, com per exemple, el dolor, la fatiga i la febre.
Un estudi ha demostrat que el placebo pot reduir el dolor relacionat amb l'activitat neuronal en la medul·la espinal, això indica que l'efecte placebo es pot estendre més enllà del cervell.

## Factors que influeixen en l'efecte placebo
Perquè el placebo sigui reconegut com a teràpia per reduir el dolor és necessari que existeixin una sèrie de característiques. Encara que les característiques de major rellevància són les de la persona que rep el placebo, no deixen de ser importants els factors tant ambientals com els del metge tractant.

### Característiques pròpies
S'ha demostrat la rellevància que té la presentació del placebo sobre el pacient, ja que pel pacient és de summa importància la manera en què es presenta el medicament, es troben pacients que demostren certa tendència cap a un placebo d'un color específic, sobretot si és dona el cas que un medicament del mateix color li va fer efecte en una ocasió anterior. Les persones, a més, solen recordar més característiques de les pastilles (forma, color, grandària, etcètera...) que del nom del mateix fàrmac.
També s'ha comprovat que els placebos que tenen un cost elevat o que tenen una millor presentació tendeixen a crear majors expectatives curatives en les persones que els consumeixen. Quan un pacient ha llegit llibres i articles en els quals s'elogia el producte, també hi ha un augment en la intensitat de l'efecte placebo. També s'ha de considerar la via d'administració del placebo, és habitual que les persones creguin més en l'efectivitat de les injeccions per sobre les píndoles.

### Característiques dels símptomes o de la malaltia
És més probable que l'efecte placebo aparegui davant situacions o malalties recuperables i que presentin un gran component psicològic, com, per exemple, l'insomni, la depressió i l'ansietat. En relació al tractament de la depressió, el psiquiatre, Walter Brown, de la Universitat de Brown, als Estats Units, que treballa al departament Bio Med Psychiatry & Human Behavior, ha proposat que s'utilitzin placebos com a tractament inicial per a pacients amb depressions lleus o moderades. En realitat, els metges podrien dir als pacients el següent, abans d'administrar el fàrmac: «Aquests comprimits no tenen ingredients actius, però alguns estudis han descobert que fan efecte en molts casos.» Walter Brown sosté que existeixen proves en què els pacients solen respondre bé al placebo. En relació amb el descrit, és també important afegir que les persones que pateixen depressió responen de maneres molt efectives al placebo, ja que aquesta és una malaltia que no té indicadors que la demostrin científicament i que per això se la defineix a partir del que s'observa sobre els pacients que l'experimenten.

### La relació metge-pacient
Influeix el grau de confiança que s'hagi aconseguit amb el metge, el tipus d'informació que li dona al pacient, si és encoratjadora o no. Al cap i a la fi hi ha moltes cultures i no necessàriament és imprescindible un metge professional perquè sigui efectiu l'efecte placebo.
També aquest pot donar-se amb equivalents com ara remeiers, bruixots o xamans. Únicament n'hi ha prou amb el fet que la persona confiï en el seu terapeuta i així, l'efecte placebo es donarà amb major probabilitat. El que determinadament sembla influir, és el prejudici que té el pacient respecte al terapeuta al qual confia el seu dolor, juntament amb la institució que li dona suport. Aquest prejudici fins i tot pot provenir de comentaris d'altres pacients sense que hagin tingut experiències prèvies amb el terapeuta o fins i tot si és que el metge té o no bona presència, prestigi o bon tracte.

### El tipus de pacient
La psicologia ha trobat que pacients ansiosos, amb major inestabilitat emocional, autoobservadors i dependents són més sensibles a l'efecte placebo. És eficaç controlar i minvar l'ansietat dels pacients.
Un altre aspecte molt rellevant que s'associa al pacient és si és creient d'alguna religió que li permeti dipositar el seu dolor en la fe i amb l'expectativa que alguna cosa o algú diví l'ajudarà a resoldre els seus mals.

### Ambient físic de la situació curativa
Depenent del pacient i les seves preferències, que poden anar des de, per exemple: els que dipositen la seva confiança en el tipus de sala d'espera, o quan organitzat i net és el lloc on es duu a terme l'experiència curativa, fins i tot a la puntualitat de la visita. Hi ha pacients que són estrictes i que posen la seva atenció en el tipus d'accés a la consulta, comoditat de la llitera, molta o poca instrumentació, color de les parets, lluminositat.

### El nivell cultural del pacient
Aquest factor juga molt en l'efecte del placebo. Persones amb un baix nivell escolar o no escolaritzades es deixarien influir per l'autoritat del metge més que persones amb un nivell alt o mitjà d'educació.